# NU Возничего
NU Возничего (лат. NU Aurigae) — одиночная переменная звезда в созвездии Возничего на расстоянии приблизительно 5980 световых лет (около 1834 парсеков) от Солнца. Видимая звёздная величина звезды — от +14,9m до +13,2m.

## Характеристики
NU Возничего — оранжевая пульсирующая переменная звезда типа RR Лиры (RRAB) спектрального класса K. Радиус — около 6,16 солнечных, светимость — около 16,565 солнечных. Эффективная температура — около 4693 К.